# Il Cerchio d'Oro
Il Cerchio d'Oro è un gruppo di rock progressivo nato negli anni settanta.

## Storia
Il gruppo venne fondato a Savona nel 1974 dal tastierista Franco Piccolini insieme ai fratelli Giuseppe Terribile (voce solista, chitarra, basso) e Gino Terribile (batteria, voce).
L'anno successivo, a loro si unirono il chitarrista Roberto Giordana e il tastierista
Giorgio Pagnacco. Verso il 1979 la formazione acquisì altri due chitarristi, Maurizio Bocchino e Piuccio Pradal.
Lo stile del gruppo è caratterizzato da uno stile rock sinfonico, definito con chitarre elettriche, organo elettrico, pianoforte e sintetizzatore.
Dopo tre anni di concerti, nel 1977 il gruppo incide il primo 45 giri titolato Quattro mura/Futuro prossimo. Nel 1978 il secondo singolo Funky dream/L'amore mio, seguito nel 1979 dall'ultima incisione con Too many nights/Dolce strega .
Nel 1999 la Mellow pubblica il Cd omonimo con dodici registrazioni inedite del 1976 e tutti i brani contenuti nei 45 giri dell'epoca. L'ultima pubblicazione è del 2005, un vinile a 33 giri titolato La quadratura del Cerchio contenente altri nove brani d'epoca, tra cui rivisitazioni dei The Trip, Le Orme e New Trolls.
La band si scioglie nel 1980, quando tutti i membri eccetto Piccolini fondarono il gruppo heavy metal Black Out, che incise un singolo "Crisi"e si sciolse nel 1982. I gemelli Terribile e Giordana fondarono poi nel 1982 i Cavern ,la prima Beatles tribute band attiva fino al 2011 e con varie apparizioni televisive e concerti in italia e estero ed alcune pubblicazioni discografiche (la prima il singolo "Dear John" del 1988 e l'ultima l'album " a Lovin' mixture" del 2010.
Decisero poi di riunirsi nel 2005 quando uscì l'album 33 giri in tiratura limitata di 300 copie numerate, prodotte dall'etichetta indipendente Psych Out.
Nel 2008 viene pubblicato, sia su CD digipack che su LP, dalla Black Widow, il concept album "Il viaggio di Colombo". Il lavoro è stato anche recensito da alcune riviste e siti web specializzati ed è stato presentato live in una serie di concerti (in 2 occasioni insieme sul palco i Delirium).Con l'aggiunta del chitarrista Bruno Govone viene poi pubblicato un nuovo album nel 2013 , sempre dalla Black Widow e sempre sia in cd che in Lp (anche in tiratura limitata vinile giallo ) dal titolo " Dedalo e Icaro" un nuovo concept album dai suoni vintage e questa volta con alcuni ospiti doc del prog italiano anni settanta : Giorgio Fico Piazza (ex PFM) , Pino Sinnone (ex The Trip) e i due Delirium Ettore Vigo e Martin Grice. Ospiti anche presenti in alcuni concerti tenuti successivamente dal gruppo.
In ottobre 2014 la Ace records di Roma pubblica in tiratura limitata a 100 copie (e 7 inserti) in vinile LP l'album "33" dei Black out , contenente tutte le registrazioni del 1981 (compreso i brani del singolo) e del 1982 dalle 2 diverse formazioni.
Nel 2017 esce il loro nuovo album, Il fuoco sotto la cenere con una cover omaggio a Ivan Graziani, prima in CD e nel 2018 im vinile colorato e con copertina differente. Nel dicembre 2017 un loro brano è stato pubblicato in Germania in una CD compilation Art rock 123 allegata alla rivista Empire.

## Formazione
Attuale
- Franco Piccolini – tastiere
- Giuseppe Terribile - basso, voce
- Gino Terribile – batteria, voce
- Piuccio Pradal - chitarra acustica, voce
- Massimo Spica - chitarra elettrica
- Simone Piccolini - tastiere, cori

## Discografia
Album in studio
- 1999 - Il Cerchio d'Oro (Mellow, MMP 334)
- 2005 - La quadratura del Cerchio (Psych Out, PO 33018)
- 2008 - Il viaggio di Colombo (Black Widow Records, BWRCD 109-2)
- 2013 - Dedalo e Icaro (Black Widow Records, BWRCD 150-2)
- 2017 - Il fuoco sotto la cenere (Black Widow Records, BWRCD 204-2)
- 2023 - 'Pangea e le tre lune' album (Black Widow records BWR 255

Singoli
- 1977 - Quattro mura/Futuro prossimo (Playphone, ABN 22)
- 1978 - Funky Dream/L'amore mio (Golden Record, FC 1052)
- 1979 - Too Many Nights/Dolce strega (Golden Record, FC 1060)